# Fay-le-Clos
Fay-le-Clos és un municipi francès situat al departament de la Droma i a la regió d'Alvèrnia-Roine-Alps. L'any 2007 tenia 155 habitants.

## Demografia

### Població
El 2007 la població de fet de Fay-le-Clos era de 155 persones. Hi havia 72 famílies de les quals 24 eren unipersonals (16 homes vivint sols i 8 dones vivint soles), 32 parelles sense fills i 16 parelles amb fills.
La població ha evolucionat segons el següent gràfic:
Habitants censats

### Habitatges
El 2007 hi havia 85 habitatges, 74 eren l'habitatge principal de la família, 8 eren segones residències i 3 estaven desocupats. Tots els 85 habitatges eren cases. Dels 74 habitatges principals, 65 estaven ocupats pels seus propietaris, 7 estaven llogats i ocupats pels llogaters i 2 estaven cedits a títol gratuït; 9 tenien tres cambres, 11 en tenien quatre i 54 en tenien cinc o més. 66 habitatges disposaven pel capbaix d'una plaça de pàrquing. A 30 habitatges hi havia un automòbil i a 35 n'hi havia dos o més.

### Piràmide de població
La piràmide de població per edats i sexe el 2009 era:
| Homes | Edats   | Dones |
| ----- | ------- | ----- |
| 0     | 95 o +  | 0     |
| 0     | 90 a 94 | 0     |
| 3     | 85 a 89 | 3     |
| 1     | 80 a 84 | 2     |
| 2     | 75 a 79 | 3     |
| 7     | 70 a 74 | 3     |
| 7     | 65 a 69 | 6     |
| 2     | 60 a 64 | 2     |
| 7     | 55 a 59 | 4     |
| 7     | 50 a 54 | 8     |
| 9     | 45 a 49 | 8     |
| 3     | 40 a 44 | 4     |
| 7     | 35 a 39 | 4     |
| 6     | 30 a 34 | 4     |
| 6     | 25 a 29 | 5     |
| 2     | 20 a 24 | 2     |
| 4     | 15 a 19 | 9     |
| 6     | 10 a 14 | 6     |
| 7     | 5 a 9   | 3     |
| 4     | 0 a 4   | 3     |

## Economia
El 2007 la població en edat de treballar era de 104 persones, 67 eren actives i 37 eren inactives. De les 67 persones actives 66 estaven ocupades (34 homes i 32 dones) i 1 aturada (1 dona i 1 dona). De les 37 persones inactives 28 estaven jubilades, 5 estaven estudiant i 4 estaven classificades com a «altres inactius».

### Ingressos
El 2009 a Fay-le-Clos hi havia 76 unitats fiscals que integraven 171 persones, la mediana anual d'ingressos fiscals per persona era de 16.789 €.

### Activitats econòmiques
Dels 4 establiments que hi havia el 2007, 1 era d'una empresa de fabricació d'altres productes industrials, 1 d'una empresa de construcció, 1 d'una empresa de comerç i reparació d'automòbils i 1 d'una entitat de l'administració pública.
Dels 2 establiments de servei als particulars que hi havia el 2009, 1 era un taller de reparació d'automòbils i de material agrícola i 1 electricista.
L'any 2000 a Fay-le-Clos hi havia 13 explotacions agrícoles que ocupaven un total de 416 hectàrees.

## Equipaments sanitaris i escolars
El 2009 hi havia una escola elemental integrada dins d'un grup escolar amb les comunes properes formant una escola dispersa.

## Poblacions més properes
El següent diagrama mostra les poblacions més properes.